# Inmigración liechtensteiniana en los Estados Unidos
Los Estadounidenses liechtensteinianos (en alemán: Liechtensteineramerikaner) son estadounidenses con ascendencia de Liechtenstein.

## Historia

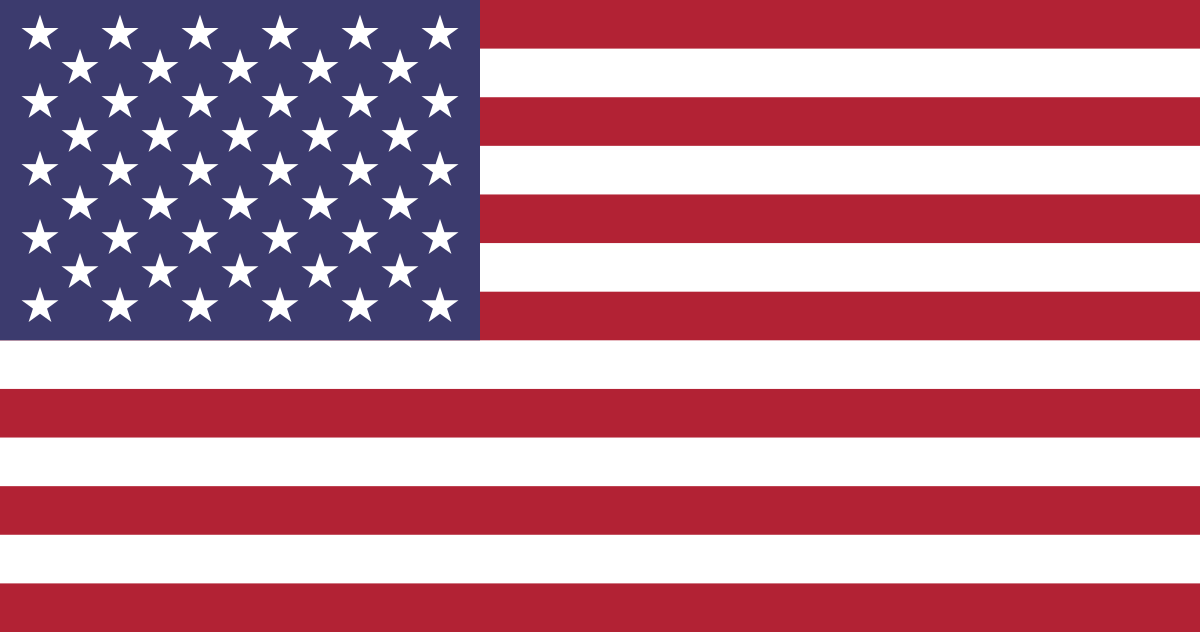
Bandera de los Estados Unidos

Bandera de Liechtesntein

Los primeros emigrantes liechtensteinianos de los que tenemos constancia emigraron a los Estados Unidos a principios de la década de 1830. Sin embargo, la primera gran ola de emigrantes liechtensteinianos llegó a los Estados Unidos el 7 de abril de 1851, instalándose en Nueva Orleans; y en 1852 otro grupo emigró a Dubuque, Iowa (incluidos canteros, albañiles y carpinteros). Finalmente, muchos de los liechtensteinianos de Dubuque abandonaron esa ciudad y consiguieron granjas cercanas. Sin embargo, la emigración de liechtensteinianos se redujo notablemente durante la guerra civil estadounidense (1861-1865). Más tarde, cuando comenzó la construcción de ferrocarriles "uniendo al país y abriendo Occidente", otros habitantes de Liechtenstein emigraron a Estados Unidos para trabajar en la construcción de ferrocarriles.
Durante las décadas siguientes, muchos otros liechtensteinianos emigraron a lugares como Guttenberg, Iowa y Wabash, Indiana. Sin embargo, entre 1885 y 1907, la emigración de liechtensteinianos se redujo notablemente, limitada a unas pocas personas y familias. Menos de 30 personas de Liechtenstein emigraron durante ese período a Estados Unidos. La reducción de la migración se debió al aumento significativo de la actividad económica derivado del establecimiento de las primeras fábricas textiles en la década de 1880.
La Primera Guerra Mundial provocó una crisis económica en Liechtenstein (que se originó, entre otras cosas, porque los aliados de la Entente detuvieron la "importación de materias primas" al país y la "especulación masiva por parte del banco nacional"), por lo que la emigración de liechtensteinianos a Estados Unidos fue retomado. La mayoría de los nuevos emigrantes Liechtensteiner se establecieron en áreas urbanas, especialmente en Chicago y Hammond, Indiana, pero había liechtensteinianos en todo el país.
Después de la Segunda Guerra Mundial, algunos liechtensteinianos más emigraron a los Estados Unidos, el mayor número llegó en 1948, cuando quince personas o familias llegaron a este país. La reducción de la emigración de Liechtenstein se debió a la mejora de las condiciones económicas de Liechtenstein.

## Personas notables
- John Latenser Sr.